# Devon Werkheiser
Devon Joseph Werkheiser (Johns Creek, 8 marzo 1991) è un attore e musicista statunitense.
È conosciuto soprattutto per la sua interpretazione di Ned Bigby nella serie Nickelodeon Ned - Scuola di sopravvivenza (Ned's Declassified School Survival Guide) e quella di "Nolan Byrd" nel film del 2007 Nolan - Come diventare un supereroe (Shredderman Rules). È inoltre un rilevante testimonial, insieme a Daniel Curtis Lee, della Starlight Starbright Children foundation.

## Biografia

### Giovinezza e carriera
Devon Joseph Werkheiser è nato a Johns Creek l'8 marzo del 1991, in Georgia, da famiglia di origine italiana (da Pesaro) da parte della nonna. Ha una sorella maggiore, Vanessa, con la quale ha recitato in alcuni episodi di Ned - Scuola di sopravvivenza. La famiglia allora gli fece prender parte ad alcune classi teatrali alla Atlanta's community children's theater alla Talent Factory.
La sua carriera cinematografica è iniziata a 11 anni, recitando nel film We Were Soldiers con Mel Gibson. Dopo questa interpretazione Werkheiser e sua madre si sono trasferiti a Los Angeles per proseguire con la sua carriera. Fin dal suo arrivo ad Hollywood, Werkheiser ha iniziato a lavorare in numerosi film e serie televisive, la più celebre delle quali è Ned - Scuola di sopravvivenza, nella quale recitò nella parte del protagonista, Ned Bigby.
Nel frattempo, però, si dedica ad altri lavori. Nel 2003 partecipa al film Ricetta per un disastro. Nel 2006 doppia la voce del protagonista in Casper-Scuola di Spavento (Casper's Scare School) e, in contemporanea alle riprese di "Guida a gite, permessi, segni e donnole", l'ultima puntata della serie, iniziò la realizzazione del film Nickelodeon Nolan - Come diventare un supereroe.
Nell'ottobre del 2007 riceve il premio Kids Choice Award  in Germania per Ned - Scuola di sopravvivenza come miglior telefilm per ragazzi.
Nel 2009 ha recitato in una puntata del medical division Three Rivers e ha incominciato le realizzazioni dei film The first time e The Prankster.
Nel 2010 vince i Kids' Choice awards in Italia come star preferita, gira il pilot (fallito) della serie "The Quinn-tuplets" e doppia il film Sansone. Un altro ruolo significativo del 2010 sarà la sua presenza nella quarta stagione della serie di ABC family Greek - La confraternita.
Sempre nel 2010 è entrato in una competizione per aprire il concerto di John Mayer a Phoenix con la sua canzone If Eyes Could Speak, perdendo, essendosi classificato dodicesimo, ed è stato ospite del reality show canadese RockStar Academy.
Ha cominciato a novembre 2010 le riprese del film Beneath the darkness in Texas e nel 2011 quelle di Leashed. In concomitanza con l'uscita di Beneath the darkness negli USA sono cominciate le riprese della web series del 2012 Never Fade Away. Nel 2013 è invece impegnato nelle riprese di un episodio della celebre serie Criminal Minds e, in Messico invece recita per il film I break for Gringos. Tra gli altri lavori degli ultimi anni ricordiamo i film indipendenti California Scheming e Helicopter Mom (2014), e il film TV Bad Sister (2015). A gennaio 2016 mette in onda su YouTube una webseries, la Devon's Life Survival Guide: basata sul format della serie TV che lo ha reso celebre, in essa Werkheiser appare da solo in dei video, nei quali dà consigli come sopravvivere alle vicissitudini della vita.

### Carriera musicale
Werkheiser firmò un contratto con la Universal Records per il suo album di debutto, che doveva essere pubblicato entro il 2011. Le canzoni presenti sono state scritte da Devon con l'aiuto di altri musicisti quali Tim Myers, Wally Gagel, Eddie Galan, e Charlie Midnight. Come dichiarato da lui stesso, però, quel contratto non era destinato a durare, siccome era stato sottoscritto durante la fase di esordio di Ned - Scuola di sopravvivenza, quindi solo con scopo pubblicitario.
I brani, già spesso suonati dal vivo da Werkheiser, furono caricati in rete sul suo myspace, ed era in programmazione un tour alla pubblicazione dell'album. Dal 1º aprile 2010 è disponibile si iTunes il suo primo singolo, If Eyes Could Speak dal 16 giugno 2010 il video del brano fatto con l'allora fidanzata Molly McCook. Il 29 luglio 2010 è stato pubblicato, sempre su iTunes il suo secondo singolo, ovvero Sparks Will Fly. Era prevista l'uscita di un terzo singolo, che si sarebbe chiamato One more day e che sarebbe stato eseguito con Daniel Curtis Lee come rapper.
Il brano non sarebbe stato altro che Live This Way (sempre di Werkheiser) con il cambio di nome. Fu fatta un'anteprima del brano disponibile ancora adesso su YouTube, quando Devon, Daniel e suo fratello Nate la presentarono al reality If I Can Dream a giugno del 2010. Dopo l'uscita del suo secondo singolo, Sparks Will Fly, Devon dichiarò in un'intervista che l'album era in fase di lavorazione e che sarebbe stato presto in uscita. Nonostante ciò, per tutto il corso del 2011 il giovane cantautore, impegnato in svariati viaggi a causa delle incessanti riprese dei suoi film, non diede più traccia di sé, se non su twitter, dove inseriva costantemente aggiornamenti sui suoi spostamenti. Tuttavia, a novembre 2011, pubblicò sul suo profilo ReverbNation una nuova versione della canzone acustica To do Right facendo riaccendere nei fan le speranze di una pubblicazione di un tanto atteso album. Le speranze diventarono certe quando Devon dichiarò in un'intervista fattagli in occasione del compleanno di Elizabeth Stanton che l'album sarebbe uscito sicuramente entro il 2012. Ciò nonostante, com'è stato per il 2011, anche durante il 2012 non si ebbe nessuna traccia (a parte che su twitter) di Werkheiser. Tuttavia, a gennaio 2013 un aggiornamento twitter del cantante rivelò l'uscita di un suo EP. La notizia si rivelò certa da un aggiornamento alla biografia del cantante postata da lui stesso ad aprile 2013 sul suo profilo ReverbNation. L'EP si intitolerà "I am", sarà composto di 5 brani inediti e l'uscita era inizialmente prevista per maggio 2013. Nell'esecuzione delle canzoni, Werkheiser avrà come band di supporto i The Smokey Knights. Inoltre, dopo quasi tre anni di attesa, finalmente il 24 aprile 2013 Devon pubblica su ReverbNation One more day, il singolo di uscita prevista per settembre 2010. Come se non bastasse, il 7 maggio 2013, pochi minuti dopo la mezzanotte (ora italiana) il giovane cantautore statunitense rivela, tramite il suo profilo twitter e la sua pagina Facebook, la copertina del tanto atteso EP "I am", annunciandone anche l'uscita prevista per il 28 maggio 2013. L'8 maggio il sito di Werkheiser, dopo alcune settimane di restauro, è di nuovo online, e dà ai visitatori la possibilità di ascoltare "Clarity", brano inedito estratto dall'EP ormai in uscita. Dopo qualche settimana, l'uscita di "I am" viene posticipata al 9 luglio, in modo da farla coincidere con quella di un video ufficiale di Werkheiser. Intanto il 25 giugno è online su iTunes e amazon il nuovo singolo estratto dall'EP, "Stand up". Il video della canzone, presente sul canale YouTube di Devon, è disponibile dal 12 luglio, mentre dal 9 luglio, dopo una lunga attesa, si può acquistare su iTunes il primo EP dell'artista, "I am". Dopo un periodo di riposo, il 10 maggio 2015 Werkheiser annuncia, tramite i suoi profili social, l'uscita di un nuovo EP per il 9 giugno 2015, intitolato "Here and now": comincia subito la sua promozione tramite anticipazioni dei brani su instagram e nuovi video di performance acustiche sul canale youtube (ripreso dopo molto tempo e rinominato Devonwerkharder, come il profilo twitter); tra queste ci sono "Fire" e "Shadow and light". Alla fine del 2015 il cantante annuncia l'uscita di tre singoli per il mese di gennaio 2016: il primo è un suo vecchio brano rivisitato e registrato in studio, "Stuck on the ground", il secondo è "Fire" (già presentato su YouTube nel 2015), mentre il terzo è una versione acustica di "Stuck on the ground". I tre singoli non sono altro che un'anticipazione della pubblicazione del suo primo album, Prologue che, dopo anni di attesa, viene finalmente pubblicato a sorpresa il 5 Settembre 2016 su Spotify e gran parte degli store digitali: l'album è una raccolta di brani vecchi e nuovi, includendo anche due inediti, Crowns e Old Soul. A fine 2016 comincia una raccolta di crowdfunding per il nuovo EP, Chapter One, che però vede la luce solo nel 2020: l'8 Marzo, giorno del suo compleanno, esce il primo singolo Miles, il 28 Marzo il singolo Revolution e l'intero EP il 23 Aprile. Il 25 Gennaio 2021 viene pubblicato un nuovo singolo, Phase. 

## Brani musicali

### Brani registrati in studio
- 141 - presente sul Devon's Official Music Myspace
- California Sun - presente sul Devon's Official Music Myspace
- The First Time (v.1) - Devon's Original Music Myspace The Dreamer
- The First Time (v.2) - presente sul Devon's Official Music Myspace
- If Eyes Could Speak - presente su iTunes come primo singolo
- It's Christmas - Devon's Original Music Myspace The Dreamer
- Lonely Girl - presente sul Devon's Official Music Myspace
- Standing Tall - presente sul Devon's Official Music Myspace
- Superhero - presente sul DVD di Shredderman Rules
- So it Goes- presente sul Devon's Official Music Myspace
- Take It All Away - presente sul Devon's Official Music Myspace
- To Do Right - presente sul Devon's Official Music Myspace
- You Wear It Well - presente sul Devon's Official Music Myspace
- What Did I Miss - presente sul Devon's Official Music Myspace
- Sparks will fly - presente su iTunes come suo secondo singolo
- Lucky - presente sul Devon's official Reverbnation profile
- Never walk away - presente sul Devon's official ourstage profile
- One more day - terzo singolo (ex Live this way) eseguito con Daniel Curtis Lee presente sul Devon's official Reverbnation profile
- Clarity - presente sul Devon's official website e nell'EP I am
- Stand up - singolo estratto dall'EP I am
- Pray - presente nell'EP I am
- Save me - presente nell'EP I am
- Where has my mind gone? - presente nell'EP I am
- Worry - presente nell'EP Here and now
- Temple - presente nell'EP Here and now
- Dive - presente nell'EP Here and now
- Here and now - presente nell'EP Here and now
- (Exodus) - presente nell'EP Here and now
- Stuck on the ground - eseguita in live e pubblicata come quarto singolo su iTunes a gennaio 2016
- Fire - presente sul Devon's official YouTube channel e pubblicata come quinto singolo su iTunes a gennaio 2016
- Stuck on the ground (Stripped) - pubblicato come sesto singolo su iTunes a gennaio 2016
- Light Years - presente nell'album Prologue
- Old Soul - presente nell'album Prologue
- Crowns - presente nell'album Prologue
- Miles - presente nell'EP Chapter One
- Revolution - presente nell'EP Chapter One
- Black and White - presente nell'EP Chapter One
- Tell 'em - presente nell'EP Chapter One
- S.O.S. - presente nell'EP Chapter One
- Phase - pubblicato come singolo a gennaio 2021

### Altri brani
- My Own - presente sul Devon's official YouTube channel
- The best thing - presente sul Devon's official YouTube channel
- Lost and found - presente sul Devon's official YouTube channel
- Closer to you - presente sul Devon's official YouTube channel in versione live
- Five seconds in the Red - eseguita in live il 17 novembre 2010
- Still christmas - presente sul Devon's official YouTube channel
- Take Me for what I am - presente sul Devon's official YouTube channel
- If the earth could speak - canzone incisa per il programma Kids helping Kids
- These Days - eseguita live a luglio 2013 durante un'intervista su Jeneration TV
- Stay with us - presente sul profilo Soundcloud di Devon
- Dragons in the dark - presente sul profilo Soundcloud di Devon
- What I feel - presente sul profilo Soundcloud di Devon
- Shadow and light - presente sul Devon's official YouTube channel

### Cover
- Have yourself a merry little christmas (cover della canzone di Frank Sinatra) - presente sul Devon's official YouTube channel
- Is This Love (cover della canzone di Bob Marley) - presente sul Devon's official YouTube channel
- Little drummer boy (cover della canzone classica natalizia) - eseguita con Molly McCook alla parata nazionale natalizia a Los Angeles il 28 novembre 2009
- Lucky (cover della canzone di Jason Mraz) - presente sul Devon's official YouTube channel
- Boston (cover della canzone degli augustana) - presente sul Devon's official YouTube channel
- Wonderwall (cover della canzone degli Oasis) - presente sul Devon's official YouTube channel
- John Mayer mix (cover di varie canzoni di John Mayer) - presente sul Devon's official YouTube channel
- I Got a Feeling (cover della canzone dei The Black Eyed Peas) - presente sul Devon's official YouTube channel
- Here comes the sun (cover della canzone dei Beatles) - presente sul Devon's official YouTube channel
- Let it be (cover della canzone dei Beatles) - presente sul Devon's official YouTube channel

## Discografia

### Singoli
- 2010 - If Eyes Could Speak
- 2010 - Sparks Will Fly
- 2013 - One More Day
- 2013 - Stand Up
- 2016 - Stuck on the ground
- 2016 - Fire
- 2016 - Stuck on the ground (Stripped)
- 2020 - Miles
- 2020 - Revolution
- 2021 - Phase
- 2021 - The Darkness & The Need

### EP
- I Am - 9 luglio 2013
- Here and now - 9 giugno 2015
- Chapter one - 23 aprile 2020

### Album
- 2016 - Prologue

## Podcast
- Ned Declassified Podcast Survival Guide - (con Lindsey Shaw e Daniel Curtis Lee) (2023 - in corso)

## Filmografia

### Cinema
- We Were Soldiers - Fino all'ultimo uomo (We Were Soldiers), regia di Randall Wallace (2002)
- Amore al primo... Gulp (Love at First Hiccup), regia di Barbara Topsøe-Rothenborg (2009)
- Beneath the Darkness, regia di Martin Guigui (2011)
- The Wicked, regia di Peter Winther (2013)
- California Scheming, regia di Marco Weber (2014)
- Helicopter Mom, regia di Salomé Breziner (2014)
- Crown Vic, regia di Joel Souza (2019)

### Televisione
- Ricetta per un disastro (Recipe for a Disaster), regia di Harvey Frost – film TV (2003)
- Ned - Scuola di sopravvivenza (Ned's Declassified School Survival Guide) – serie TV (2004-2007)
- Nolan - Come diventare un supereroe (Shredderman Rules), regia di Savage Steve Holland – film TV (2007)
- Three Rivers – serie TV, episodio 1x04 (2009)
- Memphis Beat – serie TV, episodio 1x02 (2010)
- Greek - La confraternita (Greek) – serie TV, 7 episodi (2011)
- Criminal Minds – serie TV, episodio 8x08 (2012)
- Major Crimes – serie TV, episodio 2x12 (2013)
- Franklin & Bash – serie TV, episodio 4x05 (2014)
- La suora del peccato (Bad Sister), regia di Doug Campbell – film TV (2015)
- 2 Broke Girls – serie TV, episodio 6x09 (2016)

### Doppiatore
- Casper - Scuola di paura (Casper's Scare School), regia di Mark Gravas – film TV (2006)
- American Dad! – serie animata, episodio 4x09 (2009)
- Sansone (Marmaduke), regia di Tom Dey (2010)
- Shrekkato da morire (Scared Shrekless), regia di Gary Trousdale – film TV (2010)
- Glenn Martin - Dentista da strapazzo (Glenn Martin, DDS) – serie animata, episodio 2x16 (2011)

## Doppiatori italiani
Nelle versioni in italiano delle opere in cui ha recitato, Devon Werkheiser è stato doppiato da:
- Patrizia Mottola in Ned - Scuola di sopravvivenza
- Alessio Puccio in Nolan - Come diventare un supereroe
- Alessio Ward in Amore al primo… Gulp
- Gabriele Patriarca in Greek - La confraternita
- Davide Perino in Criminal Minds
- Omar Vitelli in Major Crimes
- Marcello Gobbi in Crown Vic
- Flavio Aquilone in Ricetta per un disastro
- Manuel Meli in Memphis Beat
- Andrea Oldani ne La suora del peccato

Da doppiatore è sostituito da:
- Federica Valenti in Casper - Scuola di paura
- Paolo Vivio in Shrekkato da morire

## Fan
Pur non essendo molto popolare tra il pubblico giovanile, a Werkheiser non mancano gli ammiratori. Con un numero approssimativo di 24.000 fan (dati della pagina ufficiale di Facebook), essi si distribuiscono soprattutto in Sudamerica, con presenze anche in Europa e, in particolare, in Italia. A causa del grande affetto mostrato verso il cantautore, tutti i fan mondiali, incontratisi su Facebook, si sono dati l'appellativo di "Werkholics".